# Colaniellidae
Colaniellidae es una familia de foraminíferos bentónicos de la superfamilia Colanielloidea y del orden Fusulinida. Su rango cronoestratigráfico abarca desde el Devónico superior hasta la Pérmico superior.

## Clasificación
Colaniellidae incluye a los siguientes géneros:
- Colaniella †
- Cylindrocolaniella †
- Multiseptida †
- Pseudowanganella †

Otros géneros considerados en Colaniellidae son:
- Paracolaniella †, aceptado como Colaniella
- Pseudocolaniella †, aceptado como Colaniella
- Pyramis †, sustituido por Colaniella
- Wanganella †, aceptado como Cylindrocolaniella